# Gleb Bakshi
Gleb Bakshi est un boxeur russe né le 12 novembre 1995.

## Carrière
Sa carrière amateur est principalement marquée par une médaille d'or remportée aux championnats du monde 2019 dans la catégorie des poids moyens.

## Palmarès

### Championnats du monde
- Médaille d'or en -75 kg en 2019 à Iekaterinbourg, Russie